# Biebersteiniaceae
Biebersteiniaceae is een botanische naam, voor een familie van tweezaadlobbigen. Een dergelijke familie wordt niet erg vaak erkend door systemen van plantentaxonomie, maar wel door het APG-systeem (1998) en het APG II-systeem (2003).
De familie bestaat dan uit één geslacht (Biebersteinia) van vijf soorten overblijvende kruiden die voorkomen in de wat warmere delen van Europa en Azië (Zuidoost-Europa tot Centraal-Azië).